# Kenny Steppe
Kenny Steppe (Anversa, 14 novembre 1988) è un ex calciatore belga, di ruolo portiere.

## Carriera

### Club
Dal 2006 al 2008 gioca 34 partite con il Germinal Beerschot.
Dal 2008 al 2013 ha giocato con l'Heerenveen,conquistando nella sua prima stagione la coppa nazionale.
Dal 2015 gioca con lo Zulte Waregem. Il 18 marzo 2017 conquista la coppa nazionale belga facendo da 2º portiere.

### Nazionale
Conta 4 presenze con la nazionale Under-21 belga.

## Palmares

### Competizioni nazionali
- Coppa dei Paesi Bassi: 1

Heerenveen: 2008-2009
- Coppa del Belgio: 1

Zulte Waregem: 2016-2017